# 박막례
박막례(1947년 2월 12일~)는 '코리아 그랜마'(영어: Korea Grandma)로 알려진 대한민국의 유튜브 크리에이터이다. 
과일 장사부터 가사 도우미, 공사장 백반집, 식당 운영 등 50년 이상 일하며 혼자서 2남 1녀를 키웠다. 2016년 의사로부터 '치매를 주의하라'는 소견을 듣고 어릴 때부터 키워온 손녀딸 김유라가 치매 예방을 목적으로 영상 촬영을 제안했다.
7남매의 막내로 언니 셋이 모두 치매 판정을 받자 치매를 걱정하게 되었고 할머니와 시간을 보내기 위해 회사를 그만 둔 손녀와 함께 한 〈박막례 할머니의 욕 나오는 호주 케언즈 여행기〉 영상이 화제가 되면서 유튜브 활동을 시작했다. 모든 영상의 기획, 촬영, 편집은 모두 손녀가 담당한다.
2017년 보그에 소개되었고 2018년과 2019년 구글의 초청으로 구글 I/O에 참가했다. 2019년 유튜브 CEO 수전 워치츠키가 박막례를 만나기 위해 한국을 방문하여 영상에 출연했다.

## 가족 관계
- 큰아들 : 김영록 (1967년 ~)
- 큰며느리 : 미상
  - 손녀 : 김유라 (1990년 ~)
  - 예비손녀사위 : 손희락
  - 손자 : 김정현 (1991년 ~)
  - 손주며느리  : 미상 (1992년 ~)
  - 증손자  : 김서진 (2022년 ~)
- 작은아들 : 김은옥 (1973년 ~)
- 작은며느리: 미상
  - 손자 : 김민성 (1993년 ~)
- 막내딸 : 김수영 (1976년 ~)
  - 사위 : 미상
  - 외손녀 : 이진주
  - 외손녀 : 이한주
  - 외손자: 이승주

- 참고로 20세에 엄마가 되었고 43세에 할머니가 되었다. 그리고 70대에 증손이 생겼다.잘하면 현손도 가능할 듯하다.

## 저서
- 《박막례, 이대로 죽을 순 없다》 (위즈덤하우스) 2019년 6월 3일 ISBN 979-11900656-7-2
- 《박막례시피》 (미디어창비) 2020년 9월 14일 ISBN 979-11907581-8-5[9]

## 수상 내역
- 2017년 29초 영화제 장려상 - 인생은 71살부터[1]
- 2018년 7월 과학기술정보통신부 장관상[1]
- 2018년 11월 대한민국 광고대상 특별상 - 결핵예방 캠페인 공익광고[1]